# Streitkräfte und Strategien
Streitkräfte und Strategien ist eine seit 1968 erscheinende, deutschsprachige zweiwöchentliche Hörfunksendung auf NDR Info sowie ein Podcast. Die Sendung ist eine der am längsten ausgestrahlten Sendereihen im deutschen Hörfunk sowie die erste und älteste Hörfunkreihe, die sich mit Fragen der Sicherheits-, Militär- und Verteidigungspolitik auseinandersetzt.

## Geschichte
Die Hörfunksendung wurde am 8. Juli 1968 erstmals ausgestrahlt. Begründer war der spätere stellvertretende NDR-Hörfunk-Chefredakteur Bernhard Wördehoff. 1971 übernahm Karl-Heinz Harenberg die Verantwortung über die Sendung, die er bis zu seinem Ruhestand 2001 behielt. Von 2001 bis 2022 leitete Andreas Flocken die Sendereihe redaktionell. Von 1993 bis zu seinem Tod 2020 lieferte Otfried Nassauer über 150 Beiträge für Streitkräfte und Strategien.
Seit Jahresbeginn 2021 erscheint die Sendereihe in einem neuen Format unter Beibehaltung des 14-täglichen Erscheinens. Bis Ende 2020 war die etwa 30-minütige Sendung sowohl im Rundfunk als auch als Podcast inhaltsgleich.
Zur russischen Invasion in die Ukraine 2022 wird seit dem 24. Februar 2022 zunächst täglich eine Sonderfolge veröffentlicht, seit April an täglich von Montag bis Freitag, vom 12. Juli 2022 an zweimal wöchentlich neue Sonderfolge. Anfang 2025 erscheinen zwei Podcasts pro Woche, einschließlich Sonderfolgen. Von Ende Oktober 2022 bis April 2025 übernahm Carsten Schmiester die Aufgaben von Andreas Flocken, der in den Ruhestand ging. Seit April 2025 ist Stefan Niemann Moderator der Sendung.

## Inhalt
Nach eigenen Angaben setzt sich die Sendereihe kritisch und kontrovers mit den Themen der deutschen Sicherheitspolitik sowie der Bundeswehr auseinander. Dabei hat sie den Anspruch, sich allgemeinverständlich an ein breites Publikum zu richten und nicht nur bereits fachlich interessierte Zuhörer anzusprechen. Seit 1968 wurden dabei alle jeweils aktuellen sicherheitspolitischen Themen und Debatten aufgegriffen und vertieft. Langfassungen von Interviews können auf der Website abgerufen werden.
Bis 2020 konnte jeweils ein vollständiges Sendemanuskript per E-Mail bezogen werden. Seit 2021 ist ein gekürztes Manuskript verfügbar. Die gesprochenen Inhalte werden durch Shownotes ergänzt.
Der Podcast wird jeweils freitags in geraden Kalenderwochen veröffentlicht und hat eine Länge von etwa einer Stunde. Eine etwas kürzere Fassung ist sonnabends um 19:35 Uhr und sonntags um 12:35 Uhr auf NDR Info zu hören. Sprecher sind Anna Engelke, Stefan Niemann, Kai Küstner und Astrid Corall.

## Rubriken
Bis Ende 2020 wurden meist drei bis vier Themen behandelt. Seit 2021 umfasst der Podcast ein Schwerpunktthema sowie mehrere kürzere Meldungen, die als Sicherheitspolitische Notizen bezeichnet werden.

## Auszeichnungen
Streitkräfte und Strategien wurde im Jahr 2020 mit dem Preis Bundeswehr und Gesellschaft in der Kategorie Bildung und Kultur ausgezeichnet.
2015 erhielt Andreas Flocken für die von ihm verantwortete Sendereihe Streitkräfte und Strategien den Sonderpreis des Goldenen Igels, der vom Verband der Reservisten der Deutschen Bundeswehr für außergewöhnliche Arbeiten in den Medien zur Bundeswehr und zu Reservisten vergeben wird.